# Antonín Bobek

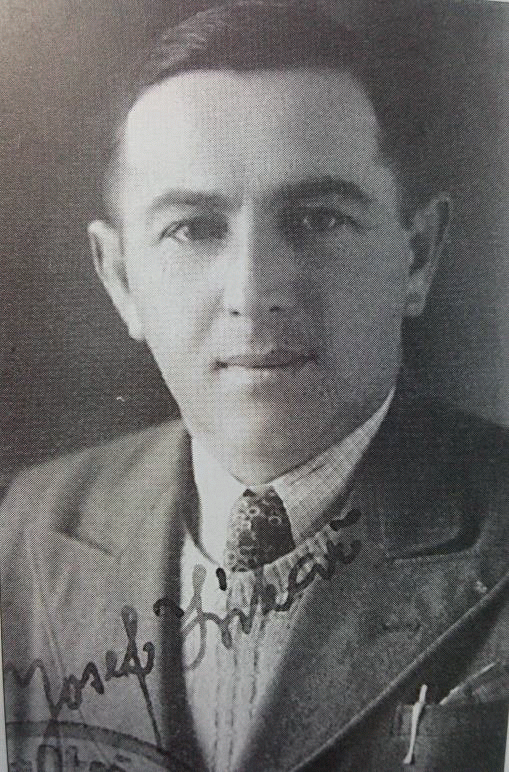
Klempíř Josef Líkař z Bílé Hory se Třem králům staral o zbraně a výbušniny

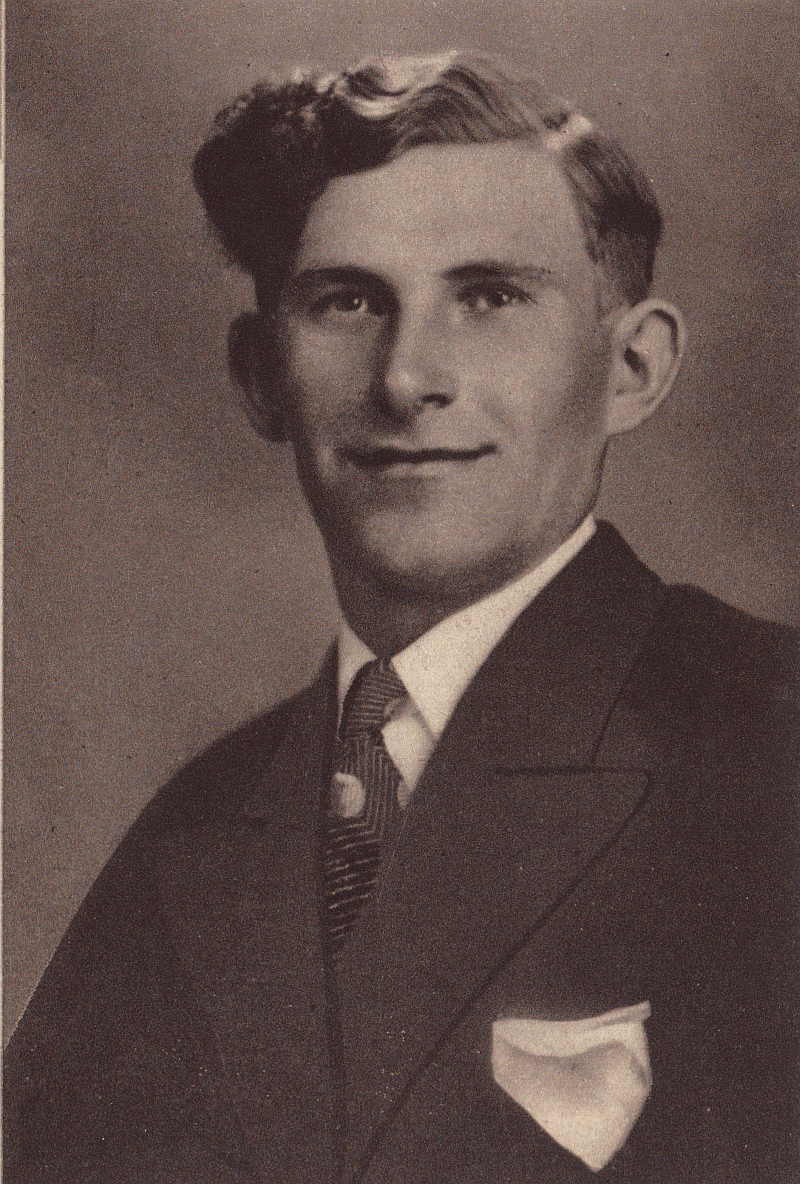
Jeho švagr Václav Řehák výbušniny umisťoval a pomáhal jako spojka a ostraha štábnímu kapitánu Václavu Morávkovi

Antonín Bobek (15. února 1900, Chlumín u Mělníka – 11. května 1943, Věznice Plötzensee) byl původním povoláním průvodčí. Po nastolení Protektorátu Čechy a Morava se zapojil do řad vojenské ilegální odbojové organizace Obrana národa (ON). Antonín Bobek se stal velitelem pětičlenné odbojové skupiny, označované v materiálech německých bezpečnostních složek jako „Waffengruppe Bobek“ (Bobkova zbraňová skupina). Ta byla součástí ON, její členové se bezprostředně znali s podplukovníkem Josefem Mašínem (jedním ze Tří králů), byli s ním v úzkém spojení a pracovali dle jeho instrukcí. Úkolem Bobkovy zbraňové skupiny byla pomoc při ukrývání zbraní, jenž měly být použity (v případě povstání) proti nacistům. Jeden z jejich meziskladů ilegálně držených zbraní a dalšího vojenského materiálu se nacházel v uhelném sklepě domu na adrese Muchova 226/3, 160 00 Praha 6 - Dejvice (GPS souřadnice: 50.0983369N, 14.4068678E). Počet zbraní, které prošly tímto meziskladem dosahoval hmotnosti více než jedné tuny a mezi zde ukrývaným vojenským materiálem nechyběl ani těžký kulomet a také letecké kulomety. Německé bezpečnostní složky Bobkovu zbraňovou skupinu odhalily a všech jejích pět členů bylo odsouzeno k trestu smrti a popraveno stětím gilotinou v roce 1943 v berlínské Věznici Plötzensee.
Antonín Bobek byl dne 4. prosince 1942 odsouzen Lidovým soudním dvorem k trestu smrti za přípravu k velezradě – za spolupráci se zpravodajsko–sabotážní skupinou odbojové organizace Obrana národa: s podplukovníkem Josefem Balabánem, podplukovníkem Josefem Mašínem a štábním kapitánem Václavem Morávkem. Byl popraven gilotinou dne 11. května 1943.

## Další členové Bobkovy zbraňové skupiny
- Antonín Gibiš (31. května 1902, Packowice, Polsko – 11. května 1943, Věznice Plötzensee);[2] povoláním úředník; dne 4. prosince 1942 odsouzen Lidovým soudním dvorem k trestu smrti za přípravu k velezradě (odbojová činnost); popraven gilotinou dne 11. května 1943.[1]

- Václav Šuman (25. září 1894, Cítov u Prahy – 11. května 1943, Věznice Plötzensee);[2] povoláním sportovní manažer; dne 4. prosince 1942 odsouzen Lidovým soudním dvorem k trestu smrti za přípravu k velezradě (odbojová organizace Obrana národa); popraven gilotinou dne 11. května 1943.[1]

- Josef Šubrt (8. února 1907, Lomince, Čechy – 11. května 1943, Věznice Plötzensee);[2] povoláním dopisovatel; dne 4. prosince 1942 odsouzen Lidovým soudním dvorem k trestu smrti za přípravu k velezradě (odbojová organizace Obrana národa); popraven gilotinou 11. května 1943.[1]

- Martin Žáček (21. listopadu 1898, Bzenec, Slovensko – 30. července 1943, Věznice Plötzensee);[2] povoláním pekař; dne 4. prosince 1942 odsouzen Lidovým soudním dvorem k trestu smrti za velezradu – za spolupráci se zpravodajsko–sabotážní skupinou odbojové organizace Obrana národa: s podplukovníkem Josefem Balabánem, podplukovníkem Josefem Mašínem a štábním kapitánem Václavem Morávkem; popraven gilotinou dne 30. července 1943.[1]